# Pierre Bouchard (Eishockeyspieler)
Pierre Émile Bouchard (* 20. Februar 1948 in Longueuil, Québec) ist ein ehemaliger kanadischer Eishockeyspieler, der im Verlauf seiner aktiven Karriere zwischen 1966 und 1983 unter anderem 671 Spiele für die Canadiens de Montréal und Washington Capitals in der National Hockey League (NHL) auf der Position des Verteidigers bestritten hat. Bouchard gewann während seiner zwölf Spielzeiten in der NHL insgesamt fünfmal den Stanley Cup – alle zwischen 1971 und 1978 mit den Canadiens de Montréal. Sein Vater Émile „Butch“ Bouchard war ebenfalls professioneller Eishockeyspieler, gewann vier Stanley Cups mit den Canadiens und wurde im Jahr 1966 in die Hockey Hall of Fame aufgenommen.

## Karriere
Bouchard, dessen Vater Émile einer der besten Abwehrspieler der späten 1940er- und frühen 1950er-Jahre in der National Hockey League (NHL) war, spielte zunächst in den unterklassigen Juniorenligen seiner Heimatprovinz Québec und wurde bereits, während er noch am College in Laval zur Schule ging, im NHL Amateur Draft 1965 in der ersten Runde an fünfter Gesamtposition von den Canadiens de Montréal aus der NHL ausgewählt. Bei dem franko-kanadischen Franchise hatte bereits sein Vater seine gesamte Profikarriere verbracht und viermal den Stanley Cup gewonnen. Pierre Bouchard, der ebenfalls die Position des Verteidigers einnahm, wechselte nach der Wahl im Draft zunächst für ein Spieljahr in die Ligue de hockey junior du Métropolitaine Montréal (LHJMM) zu den Nationale de Palestre. Anschließend zog es ihn zur Saison 1966/67 in die Ontario Hockey Association (OHA), wo er zwei Spielzeiten lang für die Canadien junior de Montréal aufs Eis ging.
Nach zwei Spieljahren in der höchsten Juniorenspielklasse des Landes wechselte Bouchard im Sommer 1968 in den Profibereich. Im hochkarätig besetzten Abwehrverband des NHL-Kaders der Canadiens um J. C. Tremblay, Ted Harris und Serge Savard konnte er sich zunächst nicht behaupten. Stattdessen setzten die Canadiens de Montréal ihren jungen Defensivspieler in der American Hockey League (AHL) ein. Die Saison 1968/69 verbrachte der Franko-Kanadier bei den traditionsreichen Cleveland Barons, ehe er zur folgenden Spielzeit 1969/70 innerhalb der Liga zu den Voyageurs de Montréal beordert wurde. Zu Beginn der Saison 1970/71 schaffte Bouchard den Sprung in den NHL-Kader und gewann am Ende seiner Rookiespielzeit den ersten von insgesamt fünf Stanley Cups. In den folgenden Jahren entwickelten sich die Canadiens wieder zu einem dominanten Team, das in der Folge weitere Titelerfolge feierte. Der robust und unspektakulär spielende Bouchard gewann so in den Jahren 1973, 1976, 1977 und 1978 weitere vier Cups.
Im Oktober 1978 musste Bouchard die Canadiens schließlich verlassen, nachdem er im NHL Waiver Draft von den Washington Capitals ausgewählt worden war. Zwar erarbeiteten die involvierten Parteien einen Transfer durch den Bouchard im Tausch für Rod Schutt nach Montréal zurückgekehrt wäre, allerdings bewilligte der damalige NHL-Präsident John Ziegler die Transaktion nachträglich nicht. Bouchard bestritt daraufhin in der Saison 1978/79 aus Verärgerung nur eine Partie für die Hauptstädter und erwog öffentlich aus dem aktiven Profisport zurückzutreten. Letztlich fand sich der Kanadier aber mit der Situation ab und ergänzte das Aufgebot der Capitals mit Beginn des Spieljahres 1979/80. Er verblieb bis zum Sommer 1983 im Franchise, wobei er die letzte Spielzeit mit Ausnahme einer NHL-Partie im Kader des Farmteams Hershey Bears in der AHL verbrachte. Im Anschluss gab er im Alter von 35 Jahren seinen endgültigen Rückzug aus dem aktiven Sport bekannt.

## Erfolge und Auszeichnungen
| - 1971 Stanley-Cup-Gewinn mit den Canadiens de Montréal - 1973 Stanley-Cup-Gewinn mit den Canadiens de Montréal - 1976 Stanley-Cup-Gewinn mit den Canadiens de Montréal | - 1977 Stanley-Cup-Gewinn mit den Canadiens de Montréal - 1978 Stanley-Cup-Gewinn mit den Canadiens de Montréal |

## Karrierestatistik
(Legende zur Spielerstatistik: Sp oder GP = absolvierte Spiele; T oder G = erzielte Tore; V oder A = erzielte Assists; Pkt oder Pts = erzielte Scorerpunkte; SM oder PIM = erhaltene Strafminuten; +/− = Plus/Minus-Bilanz; PP = erzielte Überzahltore; SH = erzielte Unterzahltore; GW = erzielte Siegtore; 1 Play-downs/Relegation; Kursiv: Statistik nicht vollständig)